# Randy Bartz
Randy Bartz (n. 7 octombrie 1968, Roseville⁠(d), Minnesota, SUA) este un sportiv ce a reprezentat Statele Unite ale Americii, medaliat olimpic. A participat la o ediție a Jocurilor Olimpice (1994) în care a câștigat o medalie de argint.

## Participări
Lista de mai jos prezintă principalele competiții la care a participat Randy Bartz de-a lungul carierei.
- short track speed skating at the 1994 Winter Olympics – men's 5000 metre relay[*]